# Augochloropsis sumptuosa
Augochloropsis sumptuosa es una especie de abeja de la familia Halictidae.
Mide alrededor de 11 mm. Es de color verde brillante a azul. Se encuentra en Estados Unidos, desde Maine a Florida y al oeste hasta Texas y Dakota del Sur.

## Otras lecturas
- Ascher, J.S.; Pickering, J. (2019). «Discover Life bee species guide and world checklist (Hymenoptera: Apoidea: Anthophila)» (en inglés). Consultado el 2 de julio de 2019.